# عبد الكريم جواد (مسرحي)

كتاب "المسرح في عمان من الظاهرة التقليدية إلى رؤى الحداثة" للدكتور عبد الكريم جواد

الدكتور عبد الكريم بن علي بن جواد اللواتي (اسم الشهرة عبد الكريم جواد)هو مخرج ومؤلف وباحث مسرحي عماني. وعضو في مجلس الدولة لسلطنة عمان 2023، وأيضًا استشاري لمشروع المسرح الوطني في سلطنة عمان 2023م. حائز على وسام قابوس بن سعيد للثقافة والعلوم والفنون عام 2006م. شغل منصب مستشار وزير التراث والثقافة العماني حتى 2017م. أستاذ محاضر في الفنون المسرحية في كلية المجتمع في قطر من 2017- 2022.
له العديد من المسرحيات التي قُدمت على خشبة المسرح - تسعة منها مسرحيات مطبوعة- وكتاب عن التجربة المسرحية في سلطنة عمان، بالإضافة إلى العديد من الدراسات والبحوث في مجال المسرح والتلفزيون والسينما والموروث الشعبي والتجريب في المسرح المعاصر، التي شارك بها في ندوات ومؤتمرات مسرحية في الإمارات، والكويت، وقطر، ومصر، والأردن، وتونس، وبيروت، والجزائر، والمغرب، وبريطانيا، وألمانيا، والولايات المتحدة الأمريكية، والصين، وجورجيا، التشيك.

## السيرة
ولد عبد الكريم عام 1960م في سلطنة عمان. حصل على بكالوريوس تاريخ عام 1986م، من جامعة بيروت العربية. ثم اتجه للدراسة الفنية، عبر عدة دورات تدريبية عملية حول وسائل الإخراج المسرحي، التمثيل، المكياج في كلية إمرسون ببوسطن، الولايات المتحدة عام 1988\1989م
حصل على درجة الدكتوراه في توظيف التراث في المسرح المعاصر، جامعة المسرح والسينما في بوخارست رومانيا عام 1999م. ثم حصل عام 2003 م على شهادة الدراسات العليا في وسائل البحث، من جامعة هال – المملكة المتحدة "بريطانيا". وفي عام 2004م نال درجة الدكتوراه في الثقافة المسرحية "الدراما" من جامعة هال بالمملكة المتحدة، كان موضوعها «العناصر الأسطورية في المسرح المعاصر».

### في الثمانينيات
بدأ عبد الكريم حياته الفنية مؤلفًا للسهرة التلفزيونية «وتحطمت الكؤوس» عام 1979م، وكانت أول دراما تلفزيونية يبثها تلفزيون سلطنة عمان، أخرجها محمد الشنفري.
ثم اتجه لممارسة نشاطه المسرحي في سلطنة عمان، فكان عضوًا مؤسسًا لفرقة مسرح الشباب في مسقط عام 1980م. ثم عضوًا مؤسسًا لفرقة «مجان للفنون المسرحية» عام 1988، وترأس مجلس إدارتها من عام 1988 إلى 1999. مثّل في مسرحية «تاجر البندقية» عام 1980م، وأعد نص مسرحية «عيال النوخذة» عام 1981م، وأدار كل من مسرحية «الوطن» عام 1982م، ومسرحية «الراية» عام 1983، ومسرحية «الطوي» عام1984م، ومسرحية «المهر» كإدارة مسرحية عام 1985م. شارك مقررًا للجنة التحكيم في المهرجان المسرحي الأول لفرق مجلس التعاون لدول الخليج العربية في الكويت عام 1985م.
في عام 1986، أخرج لأول مرة لمسرح الشباب مسرحية «أريد أن أفهم» للكاتب توفيق الحكيم، وأعقبها بإخراج وتأليف أول عمل مسرحي يُؤلفه ويُخرجه شاب عماني في العام الذي يليه، 1987، بعنوان «السفينة مازالت واقفة» على خشبة مسرح الشباب، وفي عام 1987م ألف وأخرج مسرحية «مخبز الأمانة»
شاركت مسرحية «السفينة مازالت واقفة» في مهرجان مسرح الشباب لدول مجلس التعاون لدول الخليج العربية في الشارقة في دولة الإمارات العربية المتحدة عام 1988، وكانت بذلك أول مشاركة مسرحية رسمية خارجية لسلطنة عمان، وحققت المسرحية جائزة أفضل ممثلة وأفضل ديكور. وقيل عنها أنها «تنــدرج مســرحية (الســفينة مــا تــزال واقفــة) تحــت مســرح الإســقاط السياســي، وقــد جــاءت فـي مدخـل اسـتهالي وسـبعة مشـاهد، حيـث بنـى المؤلـف أحداثهـا انطاقـا مـن عوالـم البحـر والبحـارة ليحيلنـا منـذ البدايـة إلـى مـا يريـد قولـه مـن خلال النـص{كما جاء بالمسرحية}، إذ أنـه »عندمـا تتضخـم الأنـا فتصبـح مركـز الكـون، مبتـدؤه ومنتهـاه، وعندمـا تتـوه البوصلـة عـن مسـار العدالـة فـي دروب هيمنـة الـذات، وعندمـا يعمـه الحـوار عـن الجوهـر، فيعمـق الغربـة، ويرسـخ التشـتت، عندهـا..، تبقـى السـفينة مـا تـزال واقفـة».
أعد وأخرج مسرحية «دختر شايل سمك» عام 1988م، وقد مثلت هذه المسرحية السلطنة في الأسبوع الثقافي العماني الذي أقيم في البحرين عام 1988م. ثم أعد وأخرج مسرحية «إشاعة فوق تنور ساخن» عام 1989م. وهي المسرحية التي شاركت في مهرجان مسرح الشباب لدول مجلس التعاون لدول الخليج العربية في الدوحة في دولة قطر، ونالت جائزة أفضل ممثل أول وأفضل ممثل ثان.

### في التسعينيات
تولى عبد الكريم في التسعينيات إدارة دائرة النشاط المسرحي والفني في الهيئة العامة لأنشطة الشباب الرياضية والثقافية من 1993م إلى 2000م، ومسرح الشباب وفرقة موسيقى وكورال الشباب ومرسم الشباب لذات الفترة. كما أصبح عضو لجنة تقييم المسرحيات والقصص القصيرة والروايات والمقالات في المنتدى الأدبي في سلطنة عمان لعام 1998م و2005م.
أخرج عبد الكريم في تلك الفترة عددًا من المسرحيات، فأخرج مسرحية «القاع والقناع» عام 1990م، ثم أخرج وألف مسرحية «الكرة خارج الملعب» عام 1991م.
في 1992م أخرج وألف مسرحية «هدف غير مقصود»، وهي المسرحية التي شاركت في مهرجان مسرح الشباب لدول مجلس التعاون لدول الخليج العربية في المنامة في مملكة البحرين، وقد حصلت المسرحية على جائزة أفضل ممثلة وأفضل ممثل ثان. ألف وأخرج مسرحية «الفلج» عام 1992م، ثم أخرج مسرحية «رحلة السفينة سلطانة» عام 1993م، وبعدها أخرج مسرحية «بين يوم وليلة» عام 1994م. ثم ألف مسرحية «جدتنا العزيزة أهلا» عام 1994م. وهي المسرحية التي قدم الحوار فيها «باللغة العامية العمانية، ولم يأتي باللغة العربية الفصحى، لأن المؤلف يعرض إشكالية تخص المجتمع العماني وحده، وهي مرض الاغتراب، الذي يكاد المجتمع العماني أن يصاب به». أخرج بعدها مسرحية "الصنارة" عام 1995م. ثم أعد وأخرج مسرحية "البراقع" عام 1997م، وقد شاركت هذه المسرحية في مهرجان الفرق الأهلية لدول مجلس التعاون الخليجي في الكويت وفازت بجائزة لجنة التحكيم.[بحاجة لمصدر] أخرج مسرحية «مرثية وحش» عام 1998م، وهي المسرحية التي مثلت سلطنة عمان في مهرجان القاهرة الدولي للمسرح التجريبي.[بحاجة لمصدر]
قام بتأليف وإخراج مسرحية «عائد من الزمن الآتي» عام 1999م. وقد مثلت هذه المسرحية سلطنة عمان في المهرجان المسرحي للفرق الأهلية لدول مجلس التعاون في مسقط وفازت بجائزة أفضل إخراج وأفضل ممثلة وأفضل ممثل ثان.

### في الألفينيات
ألف وأخرج مسرحية «رجل بلا مناعة» عام 2000م، وقد مثلت هذه المسرحية السلطنة في مهرجان القاهرة الدولي للمسرح التجريبي، «وهي من المسرحيات التي قدمت بأسلوب جديد ويطرح جرئ حيث تناولت موضوعا يطرق لأول مرة على خشبة المسرح العماني بصفة عامة الا وهو موضوع مرض نقص المناعة المكتسبة «الأيدز»». ثم ألف وأخرج مسرحية "احتفالية شجرة الخير" عام 2001م، وأخرج مسرحية «زهراء سقطرى» عام 2005م، ثم مسرحية «بيت الدمية» للكاتب النرويجي هنريك إبسن مخرجًا ومعدًا عام 2008م. قدم عددًا كبيرًا من الدراسات والبحوث المسرحية، من الأمثلة عليها: ملامح التجريب على البعد الأسطوري عند "بيتر بروك": «المهابهاراتا كمثال تطبيقي»، 2006، و«تفاعل الثقافات في الحوار المسرحي العربي»، و«المسرح العربي والبعد الأسطوري»2011، و«المونودراما ما بين سيميولوجيا العقل الباطن وتفجر لغة السينوغرافيا» 2012.

## أعمال

### مسرح الطفل والمسرح المدرسي
قدم عبد الكريم عددًا من مسرحيات الطفل، أولها مسرحية «عائلة بو سلطان والحرامي»، 1977م، دبي -دولة الإمارات العربية المتحدة، فرقة مسرح المكتبة العامة. ثم ألف وأخرج مسرحية «قاهر الحرامية»،1984م. وفي العام نفسه ألف وأخرج للطفل مسرحية «الأصدقاء الثلاثة».
في التسعينيات واصل اهتمامه بالعروض المسرحية للطفل، فقام بتأليف وإخراج مسرحية «سندريلا والحذاء الذهبي»، 1993م. وأخرج مسرحية «بيت أبو مرهون» 1994م، وأخرج مسرحية «يوم المحبة والتعاون» 1997م، كما أخرج احتفالية يوم التربية للمديرية العامة للتربية والتعليم في محافظة مسقط، سنة 1995م. وأخرج مسرحية «شجرة الخير» شارك بها مجموعات من طلبة وطالبات مدارس مسقط.
قدم أيضًا عدد من الدراسات في مسرح الطفل والمسرح المدرسي، وله قراءات نقدية حول عروض المسرح المدرسي، وبحث عن «مسرح الطفل ما بين إشكاليات الواقع واستشراف المستقبل» 2008م، كما قدم مجموعة محاضرات عن المسرح المدرسي، والكتابة للمسرح المدرسي ولمسرح الطفل، بالتعاون مع وزارة التربية والتعليم ووزارة التعليم العالي.

### الدراما التلفزيونية
قدم عددًا من السهرات التلفزيونية، بداية من تأليفه للسهرة «وتحطمت الكؤوس» عام 1979م، وقد أخرج السهرة المخرج محمد الشنفري كأول دراما تلفزيونية يبثها التلفزيون العماني. ثم تنوعت أعماله التليفزيونية، مثل: قيامه بتعمين الحلقات التلفزيونية «من الحياة»، وألف السهرة التلفزيونية «باغي أتزوج»، وألف مسلسلات تليفزيونية، مثل المسلسل التلفزيوني «بنك المعرفة»في جزئيين، والمسلسل التلفزيوني «البريق»، و«الوهج»، ومثل في المسلسل التليفزيوني «آخر العنقود».

### المطبوعات
- "السفينة ماتزال واقفة" مسرحية 1987م، مسقط، وزارة التربية والتعليم والشباب.
- «التجربة المسرحية في سلطنة عمان» دراسة توثيقية طبعت عام 1988م، مسقط، وزارة التربية والتعليم والشباب.
- «الكرة خارج الملعب» مسرحية طبعت عام 1991م، مسقط، وزارة التربية والتعليم والشباب.
- «هدف غير مقصود» مسرحية طبعت عام 1992م، مسقط، وزارة التربية والتعليم والشباب.
- «الفلج» مسرحية طبعت عام 1993م، مسقط، وزارة التربية والتعليم والشباب، رقم إيداع 92/157.
- «جدتنا العزيزة شكرًا» مسرحية طبعت عام 1994م، مسقط، الهيئة العامة لأنشطة الشباب الرياضية والثقافية.
- «رجل بلا مناعة» مسرحية طبعت عام 2007م ، مسقط، وزارة التراث والثقافة، رقم الإيداع 2007/313.[28]
- «عائد من الزمن الآتي» مسرحية، مسقط، النادي الثقافي، 2007م، في دار الانتشار العربي – بيروت، ISBN 9789953476094.
- «المسرح في عمان من الظاهرة التقليدية إلى رؤى الحداثة» دراسة توثيقية، تحليلية، استشرافية. عام 2006م، مسقط، وزارة التراث والثقافة، بمناسبة مسقط عاصمة للثقافة العربية، رقم إيداع 2006/360.
- «السفينة ماتزال واقفة» أعيد طبعها ضمن مجموعة نصوص عمانية 2013م، من قبل الهيئة العربية للمسرح، الشارقة ـ دولة الإمارات العربية المتحدة.
- «مسرحيتان اجتماعيتان: »أعمال خيرية"، و"اطلبوا العلم ولو كان في الصين"، 2014م، طبعت من قبل «بيت الغشام» – سلطنة عمان ISBN 9789996959115
- "The Man Who Returned from Coming Time" تمت الطباعة باللغة الانجليزية، والفرنسية من قبل النادي الثفافي، ISBN 9789996904356.
- «مقامات هذا الزمان» مسرحية طبعت من قبل جمعية الكتاب، 2018، ISBN 9781988483528.[29]
- "The Ship Is Still Standing"، مسرحية قيد الترجمة والطباعة من قبل وزارة التراث والثقافة.

### قائمة العروض المسرحية

#### إدارة
- 1981 – مسرحية «عيال النوخذة»، معد للنص. من تأليف نعمان عاشور.
- 1982 – مسرحية «الوطن». من تأليف منصور مكاوي
- 1983 – مسرحية «الراية». من تأليف منصور مكاوي.
- 1984 – مسرحية «الطوي». من تأليف منصور مكاوي.
- 1985 – مسرحية «المهر». من تأليف منصور مكاوي.

#### إخراج
- 1986 – مسرحية «أريد أن أفهم». عن مسرحية «أريد أن أقتل» لتوفيق الحكيم.
- 1988 – مسرحية «دختر شايل سمك»، وقد مثلت هذه المسرحية السلطنة في الأسبوع الثقافي العماني الذي أقيم في البحرين عام 1988م. مسرحية من تأليف موليير.
- 1989 – مسرحية «إشاعة فوق تنور ساخن» . وقد شاركت هذه المسرحية في مهرجان مسرح الشباب لدول مجلس التعاون لدول الخليج العربية في الدوحة في دولة قطر وقد حققت جائزة أفضل ممثل أول وأفضل ممثل ثان.
- 1990 – مسرحية «القاع والقناع». عن مسرحية «الانتهازيون لا يدخلون الجنة» لعبدالغفار مكاوي.
- 1993 – مسرحية «رحلة السفينة سلطانة» كمخرج عام 1993م. من تأليف فاروق صالح.
- 1994 – مسرحية «بين يوم وليلة»، من تأليف توفيق الحكيم.
- 1995 – مسرحية «الصنارة»، عن مسرحية «النواة» من تأليف عبدالغفار مكاوي.
- 1997 – مسرحية «البراقع»، وقد شاركت هذه المسرحية في مهرجان الفرق الأهلية لدول مجلس التعاون لدول الخليج العربية في الكويت وفازت بجائزة لجنة التحكيم.
- 1998 – مسرحية «مرثية وحش»، مسرحية من تأليف محمد بن سيف الرحبي. وقد مثلت هذه المسرحية السلطنة في مهرجان القاهرة الدولي للمسرح التجريبي.
- 2005 – مسرحية « زهراء سقطرى»، المسرحية من تأليف سمير العريمي.
- 2008 – مسرحية «بيت الدمية»، للكاتب النرويجي هنريك ابسن.

#### تمثيل
مسرحية «تاجر البندقية»، عام 1980م. مسرحية لشكسبير.

#### تأليف وإخراج
- 1987 – مسرحية «السفينة ما تزال واقفة» وقد شاركت هذه المسرحية في مهرجان مسرح الشباب لدول مجلس التعاون لدول الخليج العربية في الشارقة في دولة الإمارات العربية المتحدة وهي أول مشاركة مسرحية رسمية خارجية للسلطنة وحققت المسرحية جائزة أفضل ممثلة وأفضل ديكور.
- 1991 – مسرحية «الكرة خارج الملعب».
- 1992 – مسرحية «هدف غير مقصود»، وقد شاركت هذه المسرحية في مهرجان مسرح الشباب لدول مجلس التعاون لدول الخليج العربية في المنامة في مملكة البحرين وقد حصلت المسرحية على أفضل ممثلة وأفضل ممثل ثان.
- 1992 – مسرحية «الفلج».
- 1999 – مسرحية «عائد من الزمن الآتي». وقد مثلت هذه المسرحية السلطنة في المهرجان المسرحي للفرق الأهلية لدول مجلس التعاون في مسقط وفازت بجائزة أفضل إخراج وأفضل ممثلة وأفضل ممثل ثان.
- 2000 – مسرحية «رجل بلا مناعة»، وقد مثلت هذه المسرحية السلطنة في مهرجان القاهرة الدولي للمسرح التجريبي.
- 2001 – مسرحية «احتفالية شجرة الخير».

### تأليف
1994 – مسرحية «جدتنا العزيزة أهلا».

### الأعمال الخاصة بأدب الطفل والمسرح المدرسي
- مسرحية «عائلة بو سلطان والحرامي»، 1977م، دبي -دولة الإمارات العربية المتحدة، فرقة مسرح المكتبة العامة.
- مسرحية «قاهر الحرامية»، تأليفا وإخراجًا، سنة 1984م.
- مسرحية «الأصدقاء الثلاثة»، تأليفا وإخراجًا، 1984م.
- مسرحية «سندريلا والحذاء الذهبي»، تأليفا وإخراجًا، 1993م.
- مسرحية «بيت أبو مرهون»، إخراجًا، 1994م.
- إخراج احتفالية يوم التربية للمديرية العامة للتربية والتعليم في محافظة مسقط، سنة 1995م.
- مسرحية «يوم المحبة والتعاون»، إخراجًا، 1997م.
- إخراج مسرحية «شجرة الخير» شارك بها مجموعات من طلبة وطالبات مدارس مسقط.
- بحث عن المسرح المدرسي في سلطنة عمان، نشر ضمن كتاب «التجربة المسرحية في سلطنة عمان» سنة 1988م.
- بحث عن المسرح المدرسي في سلطنة عمان، نشر ضمن كتاب «المسرح في عمان من الظاهرة التقليدية إلى رؤى الحداثة».
- قراءات نقدية لمجموعة عروض المسرح المدرسي قدمت ضمن مهرجان المسرح المدرسي على مستوى مجلس التعاون لدول الخليج العربية، الذي عقد في السلطنة سنة 2006م.
- بحث عن «مسرح الطفل ما بين إشكاليات الواقع واستشراف المستقبل»، في ندوة الطفل التي عقدتها «وزارة التربية والتعليم» في جامعة السلطان قابوس عام 2008م
- مجموعة محاضرات عن المسرح المدرسي، والكتابة للمسرح المدرسي ولمسرح الطفل، بالتعاون مع وزارة التربية والتعليم ووزارة التعليم العالي.

### قائمة الدراما التلفزيونية[2]

#### تأليف
- السهرة التلفزيونية " وتحطمت الكؤوس" عام 1979م.
- السهرة التلفزيونية «باغي أتزوج»، من إخراج عبدالله اليعربي، إنتاج التلفزيون العماني.
- المسلسل التلفزيوني «بنك المعرفة» من إخراج المخرج الأردني حسن أبو شعيرة.
  - الجزء الأول (ثلاثون حلقة).
  - الجزء الثاني، (ثلاثون حلقة).
- المسلسل التلفزيوني «البريق»، (ثلاثون حلقة). من إخراج خالد عبد الرحيم.
- المسلسل التلفزيوني «الوهج»، (ثلاثون حلقة). من إخراج خالد عبد الرحيم.

### تمثيل
- المسلسل التلفزيوني «آخر العنقود» من إخراج الكويتي غافل فاضل.

## المناصب والمشاركات
تولى عبد الكريم منصب مدير عام مهرجان المسرح العماني منذ عام 2011م الى 2015م. وتم اختياره ليشغل منصب مستشار لوزير التراث والثقافة العماني، (للبحوث والدراسات) حتى 30\10\2017م. ويشغل حاليًا استشاري لمشروع المسرح الوطني في عمان 2023. بالإضافة إلى صدور المرسوم السلطاني باختياره عضو في مجلس الدولة لسلطنة عمان مطلع نوفمبر 2023.
عمل كأستاذ محاضر في الفنون المسرحية في كلية المجتمع في قطر من 2017- 2022، في مادة التمثيل والإخراج وإدارة المؤسسات الثقافية. وخلال تلك الفترة كان عضوًا في لجنة إجازة النصوص المسرحية، وعضوًا في لجنة إجازة العروض المسرحية بدولة قطر.
شارك عبد الكريم في العديد من المهرجانات والملتقيات المسرحية كضيف شرف وكباحث وكعضو في لجان التحكيم. وكمدير لورش عمل في مجال الكتابة المسرحية. بالإضافة إلى عضويته في الجمعيات المسرحية، فهو عضو بالجمعية الدولية لنقاد المسرح (IATC)، وأمين عام الجمعية العربية لنقاد المسرح حتى 2020م.
تولى عضوية عدد من اللجان الفنية والثقافية المتخصصة ولجان التحكيم:
- مثّل الهيئة العامة لأنشطة الشباب الرياضية والثقافية لدى اللجنة العمانية للثقافة والعلوم« اليونسكو» ومكتب اليونيسيف في السلطنة عام 2000/2001 م.
- عضو لجنة التحكيم في مهرجان مسقط السينمائي الثالث، 2003.
- عضو لجنة التحكيم في المهرجان المسرحي السابع لفرق مجلس التعاون لدول الخليج العربية في أبوظبي – دولة الإمارات العربية المتحدة عام 2003م.
- عضو لجنة تقييم الدراما والبرامج التلفزيونية لمسابقة الإجادة الإعلامية التي تنظمها وزارة الإعلام للأعوام 2005م، 2006م، 2008م، 2010م.
- عضو اللجنة الثقافية في وزارة التراث والثقافة في سلطنة عمان منذ عام 2005م وما يزال.
- عضو اللجنة الاستشارية للمنتدى الأدبي في سلطنة عمان منذ عام 2005م وما يزال.
- عضو لجنة مراجعة البحوث والدراسات والكتب الحديثة في وزارة التراث والثقافة منذ عام 2005م وما يزال.
- تم اختياره عضوًا ممثلا للسلطنة في وضع الاستراتيجية الخاصة برعاية الشباب (الفنون) على مستوى دول مجلس التعاون لدول الخليج العربية، من 2005 إلى 2008م، الأمانة العامة لمجلس التعاون – الرياض.
- عضو لجنة إعداد عرض الليزر الفني بمناسبة العيد الوطني الخامس والثلاثون المجيد للسلطنة عام 2005م.
- رئيس لجنة التحكيم في مهرجان مسقط السينمائي الرابع 2006م.
- عضو لجنة التحكيم للمسابقة المسرحية في الأسبوع الثقافي لكليات التربية في سلطنة عمان عام 2006م.
- عضو اللجنة الرئيسية لمسقط عاصمة الثقافة العربية 2006م.
- ترأس لجنة تطوير المسرح العماني المنبثقة عن اللجنة العليا بناء على أوامر صاحب الجلالة السلطان قابوس بن سعيد المعظم لتطوير المسرح والدراما، من ديسمبر 2008م إلى ديسمبر 2011م. "قامت اللجنة بوضع دراسة استراتيجية لتطوير المسرح العماني.
- عضو لجنة تحكيم مهرجان المسرح الكويتي الحادي عشر من 7 إلى 16 ديسمبر 2009م.
- عضو مجلس إدارة الهيئة العامة للإذاعة والتلفزيون 2012 - 2017م.
- مدير مهرجان المسرح العماني الرابع والخامس والسادس منذ 2011م.
- عضو اللجنة الرئيسية لنزوى عاصمة للثقافة الإسلامية، 2012م.
- عضو لجنة التنمية العمرانية، في وزارة الإسكان ممثلاً لوزارة التراث والثقافة، 2012م.
- عضو لجنة مشروع الفيلم الوثائقي عن الدور العماني في شرق أفريقيا، ممثلاً لوزارة التراث والثقافة، الهيئة العامة للإذاعة والتلفزيون.[41]
- عضو لجنة "الفيلم الوثائقي عن رحلة السفينة سلطاني إلى نيويورك، ممثلا لوزارة التراث والثقافة، الهيئة العامة للإذاعة والتلفزيون.
- عضو لجنة "معالجة الآثار الضارة"، ممثلا لوزارة التراث والثقافة، وزارة الإعلام.
- رئيس لجنة "نحو تأسيس صناعة سينمائية في عمان" منذ 2013م، تضم ممثلين لعدة وزارات.
- رئيس لجنة مراجعة نصوص المسلسلات، التمثيليات، المسرحيات، الأفلام والبرامج الأخرى في وزارة التراث والثقافة، تضم ممثلين من عدة وزارات، منذ عام 2013م وما يزال.
- نفذ العديد من حلقات العمل في مختلف المجالات المسرحية، في الكتابة المسرحية[42]، التمثيل، الإخراج المسرحي، آخرها ورشة في الكتابة المسرحية في الجزائر عام 2012م.
- عضو لجنة تحكيم مهرجان المسرح العربي – القاهرة 2016.
- رئيس لجنة تحكيم مهرجان الدن للعروض المسرحية الرئيسية 2018م.[43][44]
- رئيس لجنة تحكيم مهرجان آفاق للعروض المسرحية الرئيسية 2018م.[45]
- عضو لجنة تقيم النصوص والعروض المسرحية - وزارة الثقافة – دولة قطر من 2019 إلى 2022.
- عضو اللجنة العليا المنظمة لجائزة "أبو القاسم الشابي"، خلال الفترة من 2017- 2020، تونس.
- عضو لجنة تحكيم مهرجان المونودراما – تونس 2022.[46][47][48][49]
- عضو لجنة تحكيم جائزة السلطان قابوس للعروض المسرحية للفرق عام 2022.[2]
- عضو لجنة تحكيم مهرجان سينيمانا السينمائي – مسقط من 4 إلى 8 فبراير 2023.[50]

## الجوائز والتكريمات
حصدت أعماله عددًا من الجوائز، فحصلت مسرحيته تأليفًا وإخراجًا "البراقع" على جائزة لجنة التحكيم في المهرجان المسرحي لدول مجلس التعاون لدول الخليج العربية للفرق المحترفة في دولة الكويت عام 1997.
حصل على جائزة أفضل مخرج مسرحي على مستوى دول مجلس التعاون في المهرجان المسرحي السادس للفرق المسرحية المحترفة في مسقط عام 1999م عن مسرحيته تأليفًا وإخراجًا «عائد من الزمن الآتي».
حصل على عدد من التكريمات ، كان أولها وسام صاحب الجلالة السلطان قابوس بن سعيد للخدمة المدنية الجيدة عام 1993م. وحاز وسام صاحب الجلالة السلطان قابوس بن سعيد للثقافة والعلوم والفنون عام 2006م. كما تم تكريمه من قبل المهرجان المسرحي لدول مجلس التعاون كرائد من رواد الحركة المسرحية على مستوى المنطقة 1993م. وأيضًا كُرم من قبل المهرجان الرابع للمسرح العربي المنعقد في القاهرة عام 2005م كأحد رموز الفن المسرحي العربي.
حاز عبد الكريم وسام صاحب الجلالة السلطان قابوس بن سعيد للثقافة والعلوم والفنون عام 2006م.
بالإضافة إلى تكريمه على مشاركاته في كثير من المهرجانات الفنية والندوات والملتقيات الفنية، مثل تكريمه في فعاليات مهرجان سينمانا الدولي الرابع الذي نظمه نادي أهلي سداب، بمحافظة مسندم فبراير 2023  ، كما تم تكريمه أكثر من مرة في مهرجان «أيام مسرح الشباب»

## رسائل جامعية وبحوث ذكرت أعماله
ناقشت عدد من الدراسات الأكاديمية والبحوث أعمال جواد، مثل:
- الاغتراب في مسرح سلطنة عمان (مسرحية "جدتنا العزيزة أهلاً لعبد الكريم بن علي بن جواد .. أنموذجًا)، للدكتور فرج عمر علي فرج، 2022م.[19]
- رسالة ماجستير[بحاجة لدقة أكثر] للباحثة فاطمة البلوشية عمان 2022م[بحاجة لمصدر]
- رسالة دكتوراه عن مسرح الطفل، د. كاملة الهنائي.[57]
- المسرح الخليجي - كلام الفرجة بعلامات الهوية، د. عبدالرحمن بن زيدان، عمان، دار الخليج، 2019.
- صورة النوخذة في النص المسرحي الخليجي، يحيى عيسى، الجامعة الأردنية، مجلد 15، عدد 1 (2018): مجلة جامعة الشارقة للعلوم الإنسانية والاجتماعية.[58]
- رسالة دكتوراه[بحاجة لدقة أكثر] لمصطفى مصطفى حشيش من مصر وقدمها في جامعة المسرح والسينما في بخارست رومانيا أواسط ثمانينات القرن الماضي.[بحاجة لمصدر]
- رسالة دكتوراه[بحاجة لدقة أكثر] للدكتور عبدالله شنون من عمان في المعهد العالي للفنون المسرحية في القاهرة في العقد الثاني من الألفية الثانية، تحت إشراف د. هاني مطاوع.[بحاجة لمصدر]
- رسالة دكتوراه[بحاجة لدقة أكثر] للدكتور شبير العجمي من عمان في المعهد العالي للفنون المسرحية في القاهرة في العقد الثاني من الألفية الثانية، تحت إشراف د. هاني مطاوع.[بحاجة لمصدر]
- رسالة دكتوراه[بحاجة لدقة أكثر] للدكتور حبيب غلوم من دولة الإمارات العربية المتحدة عن المسرح في الخليج العربي قدمها في جامعة مانشستر في المملكة المتحدة في أوائل الألفية الثانية.[بحاجة لمصدر]